# NO LIMIT (プロレス)
NO LIMIT（ノー・リミット）は、新日本プロレスのプロレスラー、高橋裕二郎と内藤哲也のタッグチーム。

## 経歴

### 結成
2008年2月17日、両国国技館において稔&プリンス・デヴィット組を破り新IWGPジュニアタッグ王者となった獣神サンダー・ライガー&AKIRA組に若手レスラーである裕次郎（現：高橋裕二郎）と内藤哲也が挑戦を表明した。その後バックステージで高橋が自分たち2人を限界知らずのタッグチーム「NO LIMIT」と命名した。2人はコスチュームを同じ形の色違いのものに新調し（高橋がオレンジ、内藤が赤）、4月13日の後楽園ホール大会でライガー組に挑戦するも敗北。5月にはZeppツアーにてNO LIMIT 5番勝負が組まれたが、全敗。
それからしばらく目立った行動は起こしていなかったが9月6日のプロレスリング・ノアの日本武道館大会の客席に姿を現し、GHCジュニアヘビー級タッグ王者ながらタッグリーグ戦を優勝できなかった金丸義信&鈴木鼓太郎組を挑発。9月27日のノア大阪府立体育会館大会で金丸組の保持するGHCジュニアヘビー級タッグ王座に挑戦するも敗北。しかし10月13日、王座に返り咲いた稔&デヴィット組を破りIWGPジュニアタッグ王者となった。12月7日にはセコンドに星野勘太郎をつけジュニアタッグの第一人者である邪道&外道組の挑戦を退け初防衛に成功。試合後星野から「この若いモン2人は敵無しだ」「何回防衛するか、これから楽しみだな」と称賛の言葉を受ける。
2009年1月4日のレッスルキングダムIIIではTNAのモーターシティ・マシンガンズ（アレックス・シェリー&クリス・セイビン）の挑戦を受けるも、これに敗れベルトを海外に流出させてしまう。2月15日に同王座挑戦者決定戦の4WAYタッグマッチに勝利し渡米した。

### 海外での活躍
ベルトを取り戻すためにTNAに乗り込みリターンマッチを行うも、またしても敗れた。その後は帰国せずにそのまま海外に留まりTNAからメキシコCMLLに転戦する。
CMLLではネグロ・カサスや現地の日本人レスラーOKUMURAとトリオを結成するなど、ルードとして活躍。7月31日にアレナ・メヒコで開催されたビッグショー「インフェルノ・エン・エル・リング」での15人参加の金網カベジェラ戦にもNO LIMITの両者とも出場。内藤が最後の2人になるまで残るも、最終的にはもう1人残ったトスカーノをドラゴン・スープレックスでフォールし裕次郎ともども髪の毛を守った。また、日本人男子レスラーがカベジェラ戦で勝利するのは1979年のサトル・サヤマ以来30年ぶりの快挙だった。
10月以降はテリブレ&テハノ・ジュニアのタッグチーム『イホ・デ・アベルノ』と抗争を展開し、CMLL年間最後のビッグショー「シン・サリーダ」でタッグマッチでカベジェラ戦を行うも最後は内藤がテリブレの急所攻撃からのダイビング・ボディ・プレスに敗れNO LIMITが丸坊主となった。この一戦を最後にCMLLから離脱した。

### 凱旋帰国
2010年1月4日、凱旋帰国後初戦のレッスルキングダムIVでTEAM 3Dの保持するIWGPタッグ王座にジャイアント・バーナード&カール・アンダーソン組と共に3WAYマッチで挑戦。3WAYのルールを生かし、合体技リミットレス・エクスプロージョンでアンダーソンから高橋がフォールを奪いIWGPタッグ王者に君臨した。
2月14日には前年の12月に敗れたテリブレ&テハノJr.組を挑戦者に逆指名し初防衛戦。前回のお返しとばかりに高橋の急所攻撃からのリミットレス・エボリューションでテハノJr.を下し初防衛戦に成功した。帰国してからもベルト攻撃などメキシコと同じようなヒール色の強いファイトスタイルで試合をしているためにブーイングが起きることもしばしばあったが、4月4日の後楽園ホール大会にて棚橋弘至と組んでのCHAOSとの6人タッグマッチで試合後棚橋を襲撃しCHAOSと結託、ヒール転向を果たした。
5月3日、NO LIMIT・青義軍（永田裕志&井上亘）・BAD INTENTIONS（ジャイアント・バーナード&カール・アンダーソン）の3WAYタッグでIWGPタッグ選手権を行い、井上がアンダーソンにフォール勝ちした事で王座から陥落した。
6月19日、5月のIWGPタッグ戦の内容に「（王座の）俺たちが負けてないのにおかしいだろ！？」と文句を付けて再戦を直訴した為、イリミネーションルールで再戦。しかし、青義軍とBAD INTENTIONSに一方的に攻撃された事で脱落した。直後に一方的な攻撃を受けた事に不満を抱き、巴戦での再戦を直訴する。
7月19日、3WAY戦ルールで3度目の対戦。BAD INTENTIONSが青義軍とNO LIMITに勝利した為、ベルト奪取に失敗した。
11月、G1 TAG LEAGUEに出場し準優勝する。

### 決裂
2011年3月、内藤がシングルで目覚ましい成長をし始めた事に高橋が不満を抱き、2人の間に亀裂が発生する。
4月20日、大阪尼崎大会での試合で不協和音はあるものの関係が修復する。
5月3日、博多大会「レスリングどんたく」でIWGPタッグベルトを賭けてバッドインテンションズ（ジャイアント・バーナード・カール・アンダーソン）と対戦するも、不協和音が未だに修復できていなかった為に誤爆が多発、内藤がバーナードにフォール負けを喫してしまった。試合終了直後、高橋は内藤に近づくなり「内藤!お前何やってんだよ!?」と叱責した後、内藤を置き去りにして退場、2人の関係が絶望的になる。
5月26日、田中将斗を加えての3人タッグマッチを行うも、高橋がコンプリート・プレイヤーズ（田中将斗・邪道・外道）と結託して、高橋の東京ピンプスと4人による袋叩きで内藤を攻撃した後「内藤ちゃーん! お前よ、もういらねぇんだよ!NO LIMITはもう終わりだ!」と内藤のCHAOS追放と同時に決別を宣言、コンビは終息する事となった。
6月18日、大阪府立体育会館で内藤と高橋がシングルで対戦し、高橋が東京ピンプスで内藤から勝利を収めた。

## タイトル歴
新日本プロレス
- IWGPジュニアタッグ王座（第22代）
- IWGPタッグ王座（第55代）

同じチームでジュニア、ヘビーのIWGPタッグの2冠を獲得したのは史上初。

## 合体技
リミットレス・エボリューション
相手の体をリフトアップさせ、そのまま相手の両足を下へ引っ張りながら2人は背中からマットに倒れこみ、落下させた相手の背中を叩きつける。
リミットレス・ドリーム
内藤がブレーンバスターの要領で高橋の肩に乗せ、そのまま首を抱えた内藤がネックブリーカー・ドロップ、高橋がパワーボムのような格好で後頭部をマットに叩きつける。
リミットレス・エクスプロージョン
内藤がリバース・パワーボムの形で相手を持ち上げるのを見計らって高橋がロープへ走り、相手の首に飛びついてスタナーを叩き込む。この技で長年海外に流出していたIWGPタッグ王座を取り戻すことに成功した。

## テーマ曲
Du Hast / Rammstein
No limit / 2 Unlimited
NO LIMIT結成時のテーマ曲。現在は勝利テーマ曲として使用。